# Matthew Emmons
Matthew D. Emmons (Mount Holly Township, 5 de abril de 1981) é um atirador olímpico estadunidense, campeão olímpico.

## Carreira
Matthew D. Emmons representou os Estados Unidos nas Olimpíadas, de 2004, 2008 e 2012, conquistou a medalha de ouro em 2004, no rifle 50 metros.